# حمل‌ونقل با نیروی انسانی

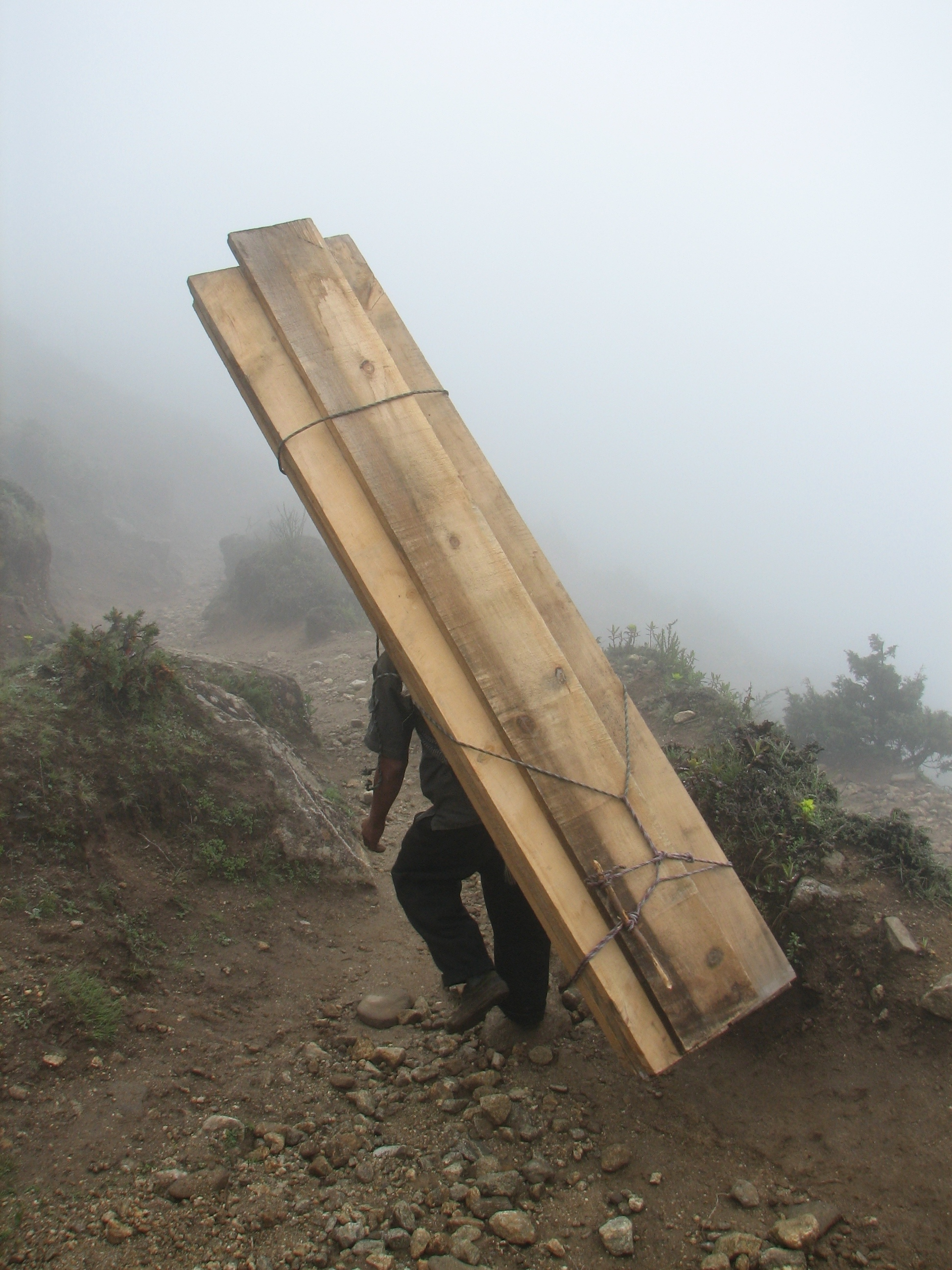
شرپایی که چوب را به کمپ اصلی کوه اورست حمل می‌کند

حمل و نقل با نیروی انسانی، ترابری انسان (انسان‌ها) و/یا کالا (محموله) با استفاده از نیروی عضلانی انسان است. برخلاف حمل و نقل با نیروی حیوانات، حمل و نقل با نیروی انسان از زمان‌های بسیار قدیم به شکل پیاده‌روی، دویدن و شنا و همچنین وسایل نقلیه کوچک مانند برانکارد، ریکشا، صندلی چرخدار و فرغون وجود داشته است. فناوری مدرن به دستگاه‌ها و ماشین‌های دارای مزیت مکانیکی اجازه داده است تا قدرت انسان را افزایش دهند.
اگرچه موتوریزه شدن سرعت و ظرفیت بار را افزایش داده است، اما بسیاری از اشکال حمل و نقل با نیروی انسانی به دلایل هزینه، راحتی، اوقات فراغت، ورزش بدنی و محیط زیست همچنان محبوب هستند. حمل و نقل با نیروی انسانی گاهی اوقات تنها نوع موجود است، به خصوص در مناطق توسعه نیافته یا غیرقابل دسترس.

## حالت‌ها

### غیر خودرویی
- خزیدن (انسان)
- پیاده‌روی (۲۳۳ وات در ۳ مایل بر ساعت (۴٫۸ کیلومتر بر ساعت))[۱]
- اتوبوس پیاده

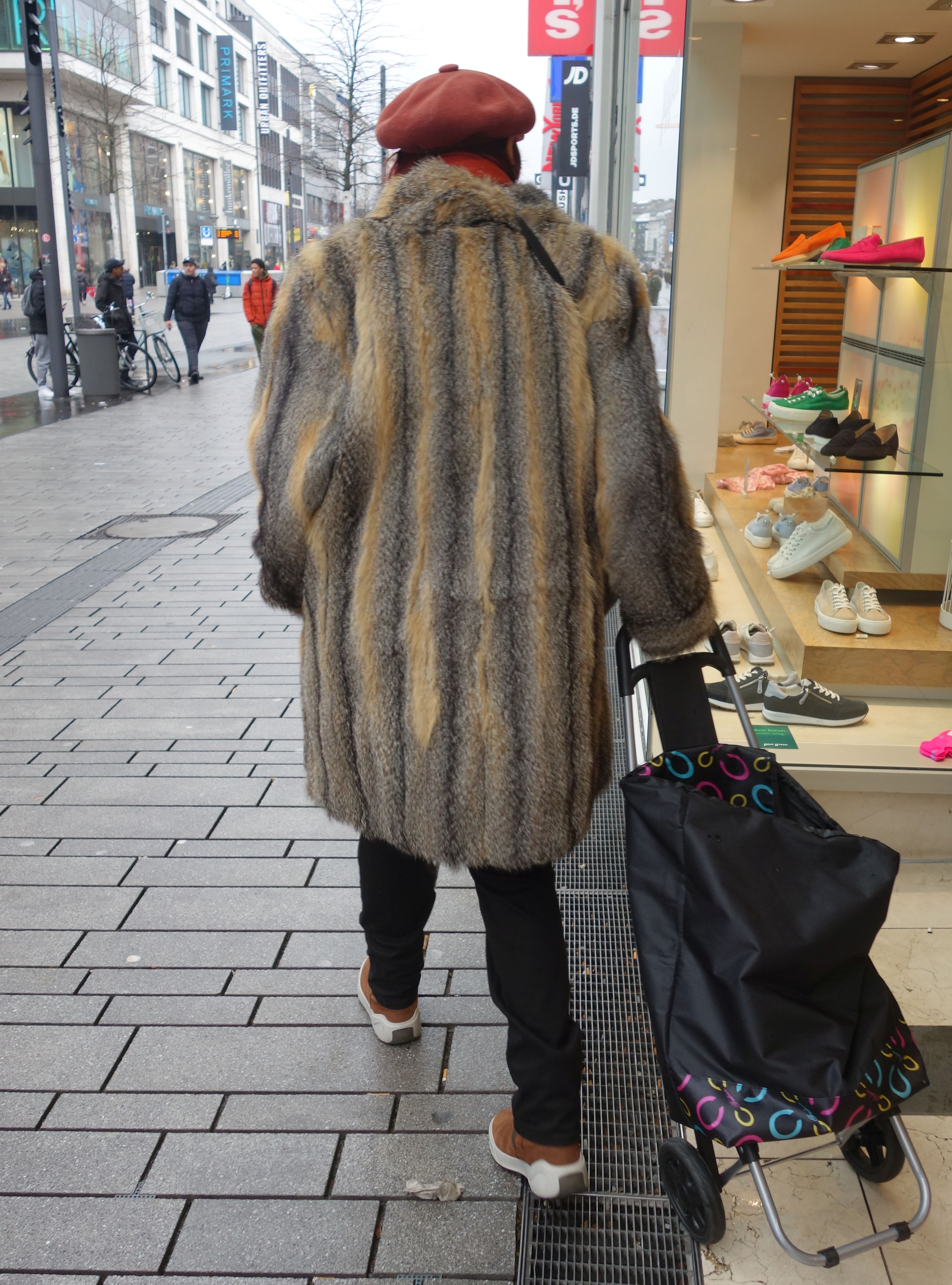
شخصی که چرخ دستی خرید را می‌کشد

- در حال اجرا (۱۱۵۰ وات در ۱۰ مایل بر ساعت (۱۶ کیلومتر بر ساعت))[۱]
- دویدن با سرعت بالا (۱۶۹۰ وات در ۱۵ مایل بر ساعت (۲۴ کیلومتر بر ساعت))[۱]
- شنا
- کوهنوردی و سنگنوردی
- اسکیت روی یخ، اسکیت غلتکی و اسکیت درون خطی
- اسکی صحرایی

### وسایل نقلیه با نیروی انسانی

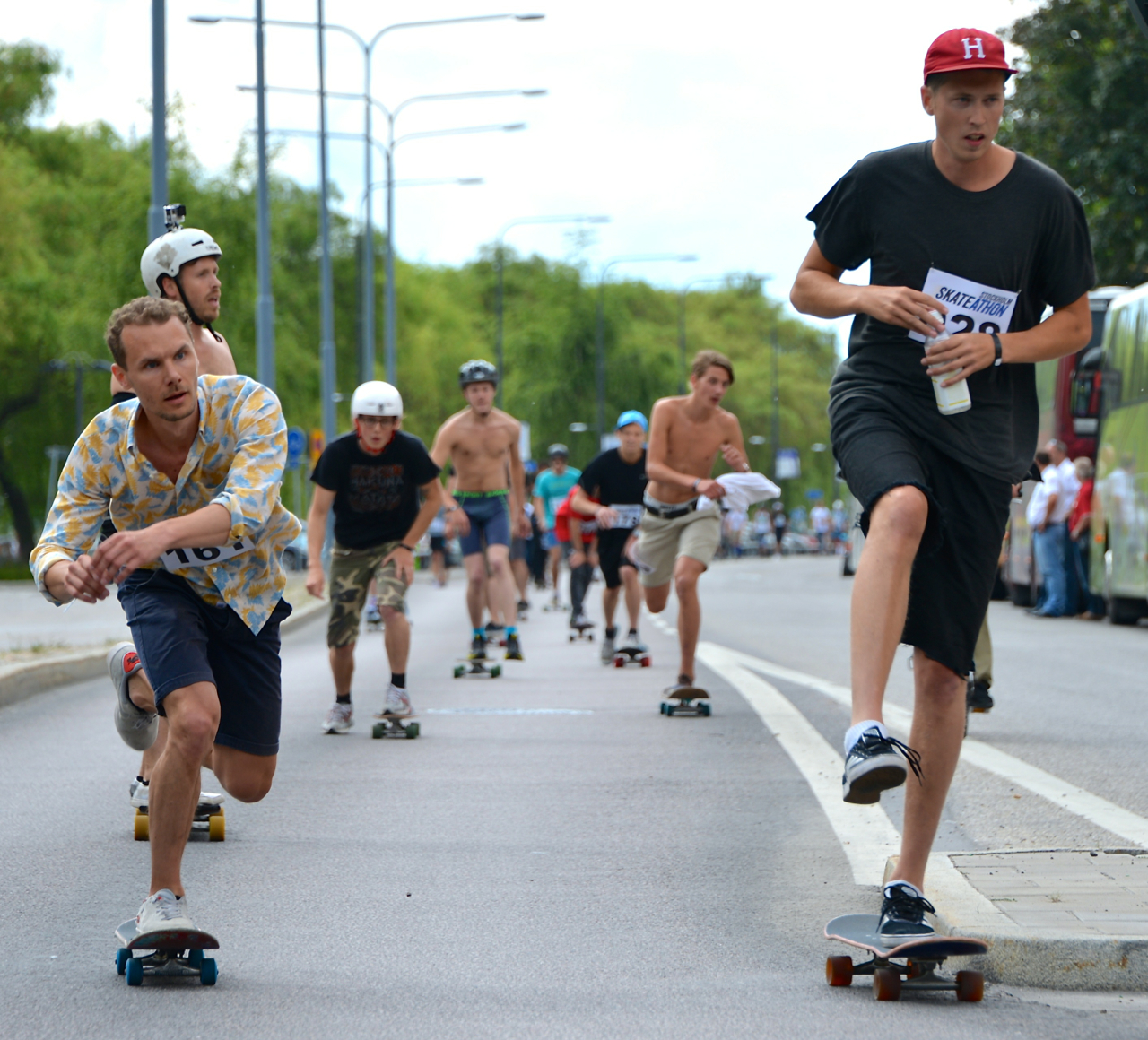
اسکیت‌بوردها با هل دادن (یک پا روی تخته و یک پا روی زمین) یا با نیروی جاذبه به جلو رانده می‌شوند.

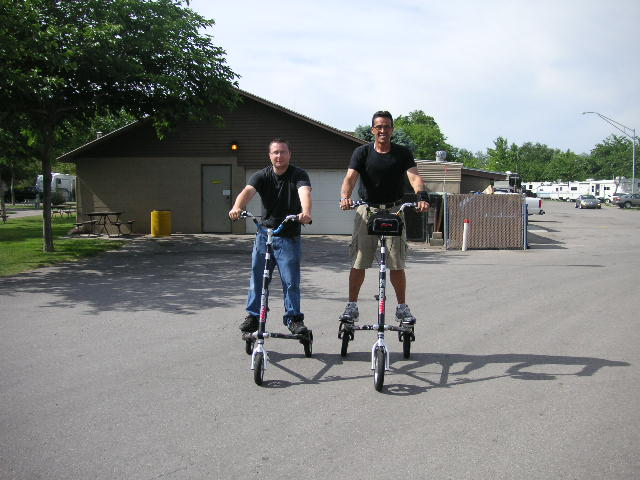
سه چرخه‌ها با تغییر وزن بدن دوچرخه‌سوار به حرکت در می‌آیند

#### وسایل نقلیه زمینی

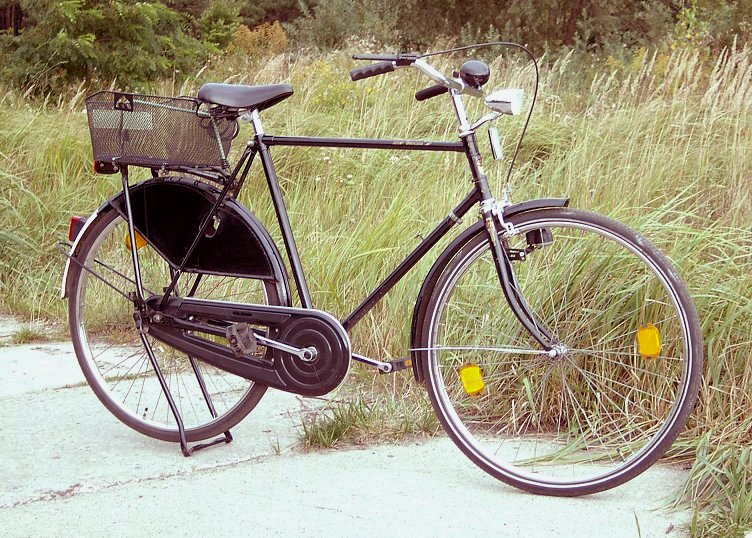
دوچرخه‌ها کارآمدترین نوع وسیله نقلیه با نیروی انسانی هستند

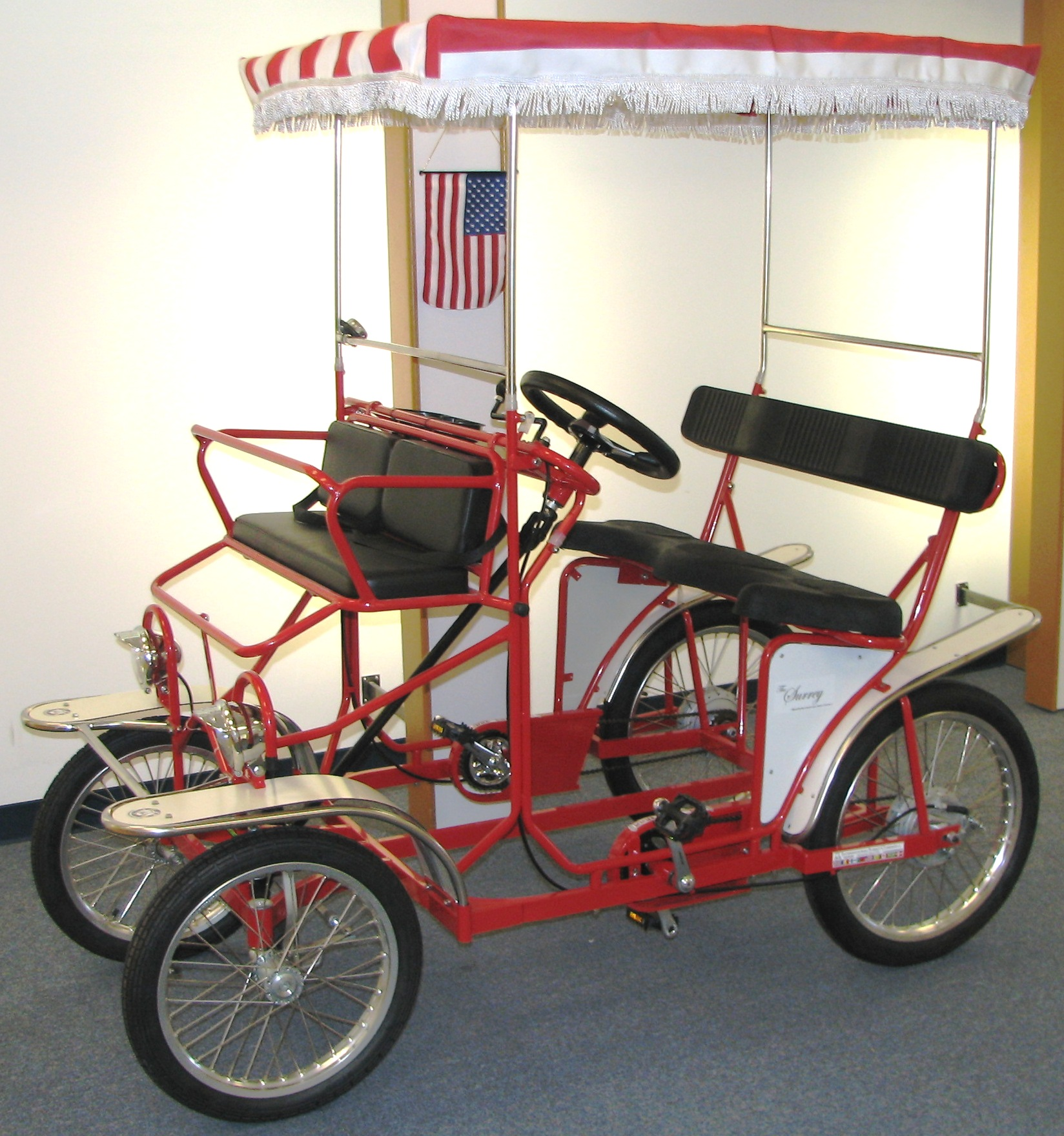
چهارچرخه اجاره‌ای به سبک سوری، ساخته شده توسط شرکت بین‌المللی سوری

اسکیت‌بردها این مزیت را دارند که بسیار کوچک و سبک هستند و کاربران می‌توانند به راحتی آنها را در مواقعی که اسکیت بازی نمی‌کنند، حمل کنند.
کارآمدترین و محبوب‌ترین وسیله نقلیه زمینی که با نیروی انسان حرکت می‌کند، دوچرخه است. در مقایسه با دوچرخه‌های ایستاده که بسیار رایج‌تر هستند، دوچرخه‌های خوابیده به دلیل آیرودینامیک بهتر، در زمین‌های مسطح یا سراشیبی‌ها سریع‌تر هستند، در حالی که راندمان انتقال قدرت مشابهی دارند.
ولوموبیل به دلیل افزایش محافظت در برابر محیط زیست، پتانسیل مفید بودن در آب و هوای سردتر و مرطوب‌تر را دارد. از دوچرخه‌های باری برای حمل بار استفاده می‌شود. از ریکشاهای دوچرخه‌ای می‌توان به عنوان تاکسی استفاده کرد.
در سال ۲۰۱۶، تاد ریچرت، دوچرخه‌سوار، رکورد سرعت ۱۴۲٫۰۴ کیلومتر بر ساعت (۸۸٫۲۶ مایل بر ساعت) را با نیروی انسانی به دست آورد. با یک ولوموبیل در بتل مانتین (نوادا)، نوادا.
فرد رومپلبرگ، دوچرخه‌سوار هلندی ۲۶۸٫۸ کیلومتر بر ساعت (۱۶۷٫۰ مایل بر ساعت) ثبت کرد. رکورد سرعت در دشت‌های نمکی بونویل در یوتا در ۳ اکتبر ۱۹۹۵، در حالی که در تعقیب یک ماشین مسابقه‌ای درگستر موتوری بود. رد پای ماشین مسابقه، نیروی آیرودینامیکی که رومپلبرگ در برابر آن رکاب می‌زد را تقریباً به صفر رساند.
گرگ کولودزیژیک در ۱۷ ژوئیه ۲۰۰۶، در یک پیست مسابقه در اورکا (کالیفرنیا)، دو رکورد جهانی را به ثبت رساند که توسط انجمن بین‌المللی وسایل نقلیه با نیروی انسانی و رکوردهای جهانی گینس به رسمیت شناخته شده است. اولین رکورد مربوط به بیشترین مسافت طی شده در ۲۴ ساعت توسط نیروی انسانی است ۱٬۰۴۱ کیلومتر (۶۴۷ مایل) و دومین رکورد سریع‌ترین ۱٬۰۰۰ کیلومتر (۶۲۱ مایل) جهان تایم تریل (۲۳ ساعت و ۲ دقیقه). هر دو رکورد در ۶ اوت ۲۰۱۰ توسط کریستین فون آشبرگ که ۱٬۰۰۰ کیلومتر (۶۲۱ مایل) این خودرو را راند، شکسته شد. در ۱۹ ساعت و ۲۷ دقیقه و موفق به طی کردن ۱٬۲۱۹ کیلومتر (۷۵۷ مایل) شد در عرض ۲۴ ساعت با خود. در همان مسابقه، او رکورد ۱۲ ساعته را نیز به ۶۶۴٫۹۷ کیلومتر (۴۱۳ مایل) ارتقا داد. که به‌طور میانگین ۵۵٫۴۱ کیلومتر بر ساعت (۳۴ مایل بر ساعت) است.
در سال ۱۹۶۹، هنرمندان در شهری کوچک کالیفرنیای شمالی مسابقه مجسمه‌سازی جنبشی را آغاز کردند که به ۴۲ مایل (۶۸ کیلومتر) رسیده است. مسابقه سه روزه مجسمه‌سازی با نیروی انسانی در تمام سطوح و رویدادی در سطح شهرستان. هر ساله در آخرین آخر هفته ماه مه برگزار می‌شود.
سیستم شویب یک شبکه حمل و نقل عمومی پیشنهادی است که از فناوری دوچرخه‌های خوابیده برای تأمین انرژی پادهای معلق از مونوریل‌ها استفاده می‌کند. یک نمونه آزمایشی که در روتوروا، نیوزیلند ساخته شده است، به عنوان یک جاذبه تفریحی برای عموم آزاد است. در سپتامبر ۲۰۱۰، این سیستم به عنوان بخشی از پروژه ۱۰ ۱۰۰، برای دریافت بودجه از گوگل انتخاب شد. هیچ پیشنهاد فعالی برای اجرای آن وجود ندارد.

#### هواپیما

##### بال ثابت

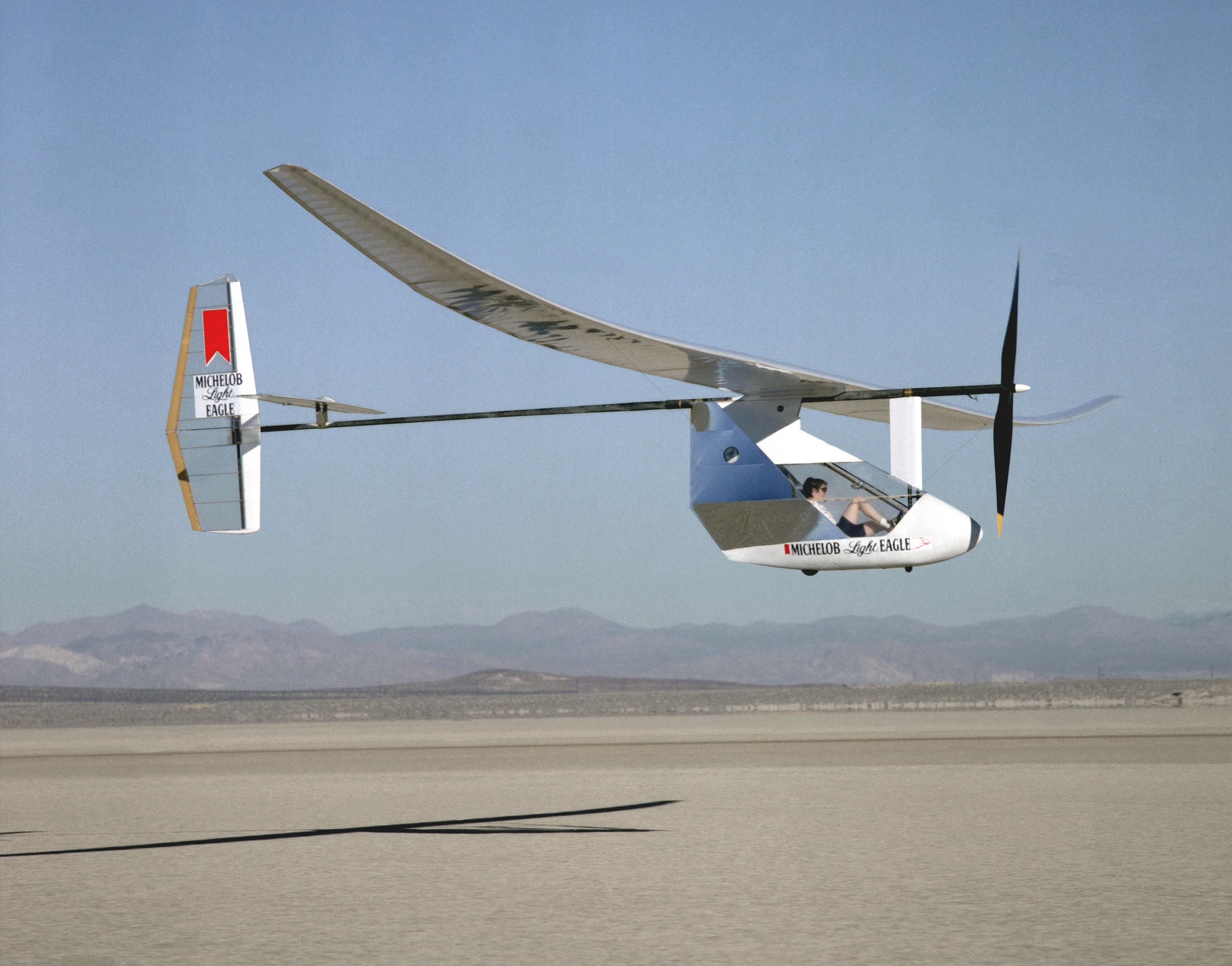
هواپیمای مسافربری از مؤسسه فناوری ماساچوست

پدالیانته در سال ۱۹۳۶ مسافت‌های کوتاهی را کاملاً با نیروی انسانی پرواز کرد، اما این مسافت‌ها به اندازه‌ای قابل توجه نبودند که بتوانند جایزه مسابقه ایتالیایی که برای آن ساخته شده بود را از آن خود کنند. این پروازها نتیجهٔ قدرت و استقامت قابل توجه خلبان تلقی شدند و انجام آنها برای یک انسان معمولی ممکن نبود. تلاش‌های دیگری در سال‌های ۱۹۳۷ و ۱۹۳۸ با استفاده از سیستم منجنیق انجام شد که هواپیما را تا ارتفاع ۹ متر (۳۰ فوت) پرتاب می‌کرد. . با پرتاب منجنیق، هواپیما با موفقیت مسیر ۱ کیلومتر (۰٫۶۲ مایل) را طی کرد مسافت تعیین شده توسط مسابقه، اما به دلیل روش برخاستن از جایزه محروم شد.
اولین پرواز و فرود منظم و قابل انجام یک هواپیمای نیروی انسانی (هواپیمایی که برخلاف گلایدر، قادر به برخاستن با نیروی موتور باشد) که رسماً تأیید شده بود، در ۹ نوامبر ۱۹۶۱ توسط درک پیگوت در دانشگاه ساوت‌همپتون در کلاس «هواپیمای نیروی انسانی» انجام شد.
شاید شناخته‌شده‌ترین هواپیمای نیروی محرکه انسان، گاسامر آلباتروس باشد که در سال ۱۹۷۹ بر فراز کانال مانش پرواز کرد.
رکورد فعلی مسافت و مدت زمان که توسط فدراسیون بین‌المللی هوانوردی به رسمیت شناخته شده است، مسافت مستقیم ۱۱۵٫۱۱ کیلومتر (۷۱٫۵۳ مایل) در ۳ ساعت و ۵۴ دقیقه، در ۲۳ آوریل ۱۹۸۸ از هراکلیون در کرت به سانتورینی با یک دوچرخه به رانندگی دوچرخه‌سوار یونانی کانیلوس کانیلوپلوس به دست آمد.
رکورد سرعت فعلی که توسط فدراسیون بین‌المللی هوانوردی به رسمیت شناخته شده است، و ساخته شده توسط گونتر روشلت، است که با ۴۴٫۳۲ کیلومتر بر ساعت (۲۷٫۵۴ مایل بر ساعت) پرواز کرد. توسط هولگر روشلت در سال ۱۹۸۵.

##### هلیکوپترها
اولین هلیکوپتر نیروی انسانی که رسماً مشاهده شد و از زمین برخاست، داوینچی ۳ در سال ۱۹۸۹ بود. این دستگاه توسط دانشجویان دانشگاه پلی‌تکنیک سن لوئیس اوبیسپو در کالیفرنیا، ایالات متحده آمریکا طراحی و ساخته شده است. این موشک به مدت ۷٫۱ ثانیه پرواز کرد و به ارتفاع ۸ اینچ (۲۰ سانتیمتر) رسید. . دومی یوری ۱ در سال ۱۹۹۴ بود که توسط دانشجویان دانشگاه نیهون ژاپن طراحی و ساخته شد. این موشک به مدت ۱۹٫۴۶ ثانیه پرواز کرد و به ارتفاع ۲۰ سانتیمتر (۸ اینچ) رسید. در ۱۳ ژوئن ۲۰۱۳، اولین وسیله‌ای بود که پروازی را که ۶۴ ثانیه طول کشید و به ارتفاع ۳٫۳ متر رسید، تکمیل کرد و بدین ترتیب جایزه سیکورسکی را از آن خود کرد.

##### کشتی‌های هوایی و بالن‌ها
مخترعان فرانسوی کشتی‌های هوایی و بالن‌هایی با نیروی انسان ساخته‌اند. بالن‌های خورشیدی و کشتی‌های هوایی خورشیدی انواع جدیدی از بالن‌ها و کشتی‌های هوایی هستند. از آنجا که نیروی بالابرنده از طریق نیروی شناوری تأمین می‌شود، نیروی انسانی می‌تواند به نیروی رانش اختصاص داده شود.

#### کشتی‌های آبی

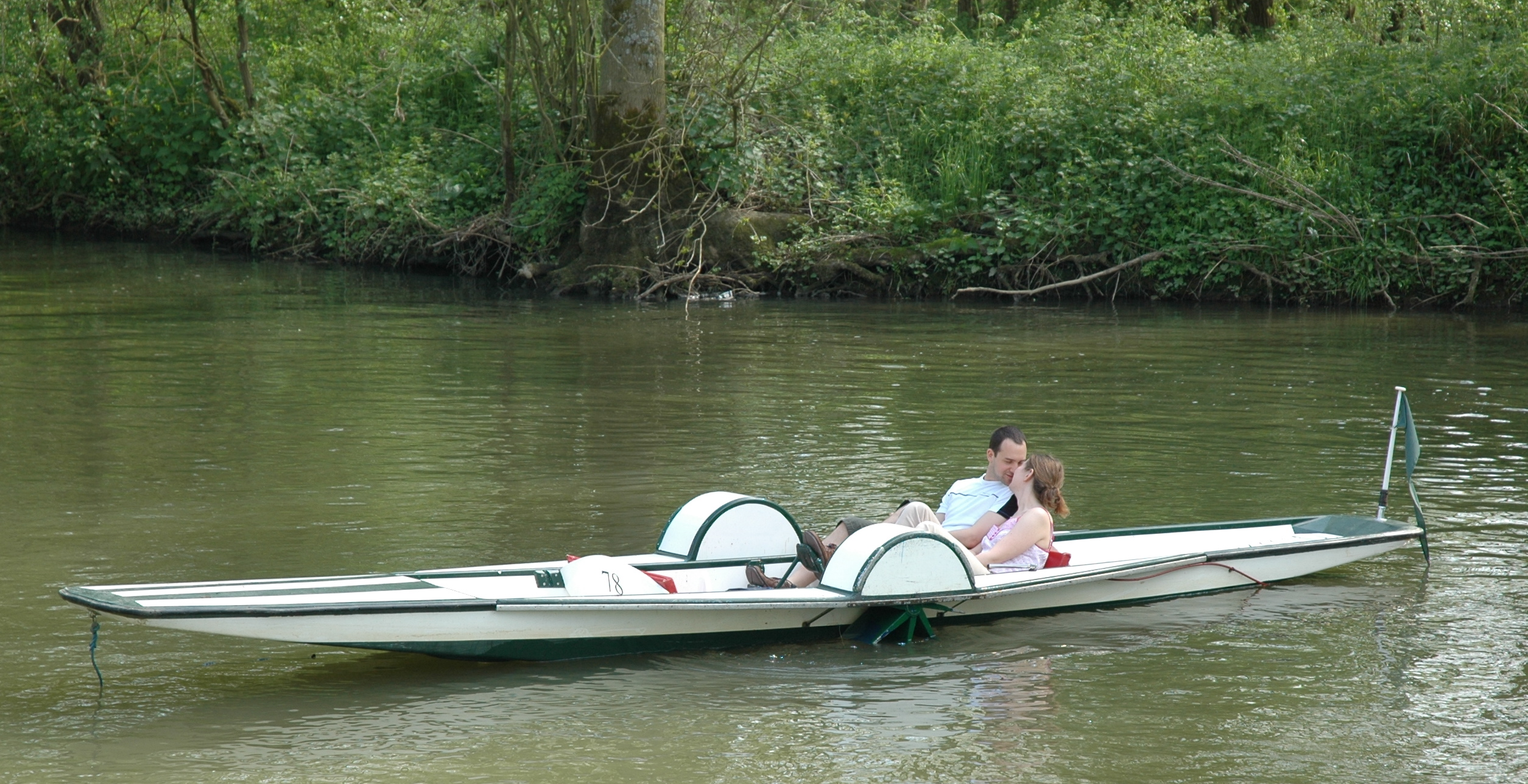
یک پدالو پانت

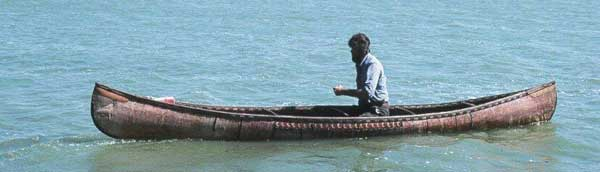
قایق‌رانی پوست درخت توس

وسایل آبی که با نیروی انسان حرکت می‌کنند شامل وسایل ماقبل تاریخ، تاریخی و وسایل سنتی و ورزشی شناخته‌شده‌ای مانند قایق‌های کانو، قایق‌های پارویی و کشتی‌های بادبانی می‌شوند. اصطلاح قایق با نیروی انسانی اغلب برای قایق‌های مدرن‌تری که از پروانه و چرخ‌های آبی برای نیروی محرکه استفاده می‌کنند، به کار می‌رود. اینها می‌توانند از پارو یا پارو کارآمدتر باشند و به خصوص امکان استفاده از عضلات پا را که عموماً از عضلات بازو قوی‌تر هستند، حتی برای افراد غیرورزشکار فراهم می‌کنند. به همین دلیل، قایق‌های پارویی رقابتی از صندلی‌های کشویی برای درگیر کردن پاها جهت رانش با پارو استفاده می‌کنند، اما استفادهٔ کارآمد از این وسیله به مهارت قابل توجهی نیاز دارد. علاوه بر این، برای حرکت رو به جلو مهارت کمی لازم است، در حالی که نگاه به جلو و استفاده از وسایلی مانند پدالو در تفرجگاه‌ها رایج است.

#### هیدروفویل‌ها
هیدروفویل‌ها در بالاترین سرعت‌های قابل دستیابی توسط انسان، مقاومت کمتری در برابر آب دارند و بنابراین معمولاً در مسیرهای کوتاه سریع‌تر از قایق‌های جابجایی هستند. رکورد جهانی سرعت روی آب در ۲۷ اکتبر ۱۹۹۱ توسط پروفسور مارک درلا از مؤسسه فناوری ماساچوست ثبت شد که با یک قایق هیدروفویل با نیروی انسانی به سرعت ۹٫۵۳ متر بر ثانیه (۳۴٫۳ کیلومتر بر ساعت؛ ۱۸٫۵۲ گره؛ ۲۱٫۳ مایل بر ساعت) رکاب زد. در یک مسیر ۱۰۰ متری در بوستون، ماساچوست، ایالات متحده.

#### زیردریایی‌ها
در سال ۱۹۸۹، اولین مسابقه بین‌المللی زیردریایی با نیروی انسانی در فلوریدا با حضور ۱۷ زیردریایی برگزار شد. از آن زمان تاکنون نه مسابقه دیگر برگزار شده است. خود این مسابقات از آب‌های فلوریدا به حوضه مدل دیوید تیلور در بخش کاردروک مرکز جنگ سطحی نیروی دریایی در بتسدا، مریلند منتقل شده‌اند و هر دو سال یکبار برگزار می‌شوند. در نهمین رزمایش در سال ۲۰۰۷ (که ۲۳ زیردریایی در آن شرکت داشتند) چندین رکورد جدید ثبت شد: یک شناور تک نفره، به سرعت رکورد ۸٫۰۳۵ گره (۱۴٫۸۸۱ کیلومتر بر ساعت) دست یافت. شکستن رکورد قبلی تیم عمر با ۷٫۱۹ گره (۱۳٫۳۲ کیلومتر بر ساعت) که در سال ۲۰۰۴ تعیین شده است. همچنین با سرعت ۴٫۶۴۲ گره (۸٫۵۹۷ کیلومتر بر ساعت) رکورد سرعت شناورهای بدون پروانه را شکست. .

### هوا
- گروه هواپیماهای با نیروی انسانی - ویرجینیا تک
- هلیکوپترهای نیروی انسانی - تاریخچه، فناوری، مردم
- بالن هوایی با نیروی انسان

### زمین
- تیم خودروهای با نیروی محرکه انسانی مؤسسه فناوری رز-هولمن - ویدیوها، عکس‌ها، لینک‌ها و سایر اطلاعات در مورد خودروهای زمینی با نیروی محرکه انسانی

### آب
- قایق‌های نیروی محرکه انسان - رویدادها، عکس‌ها، لینک‌ها
- قایق‌های هیدروفویل با نیروی انسانی از سال ۱۹۵۳ تا ۲۰۰۵
- هیدروفویل Decavitator با نیروی انسانی - ویدیوها، مستندات
- زیردریایی مجهز به نیروی انسانی دانشگاه ویرجینیا تک